# ヤノメガネ
株式会社ヤノメガネは、大分県大分市に本社を置く眼鏡・補聴器・光学機器などの販売を行うチェーンストアである。

## 概要
金銀細工職人のかたわら、大分市大工町（現中央町）の店舗で治療用の鍼を製作・販売していた矢野権平が、店頭で眼鏡も扱うようになったのが始まりで、創業は1919年（大正8年）とされる。第二次世界大戦後に本格的に眼鏡店を開業。大分県、宮崎県に29店舗を展開している（2018年7月1日現在）。

## 沿革
- 1919年（大正8年）8月 - 矢野眼鏡店創業[4]
- 1961年（昭和36年）3月 - オールジャパンメガネチェーン（AJOC）に加盟[4]
- 1968年（昭和43年）5月 - 株式会社ヤノメガネを設立[4]
- 1969年（昭和44年）8月- 宮崎県延岡市に関連会社有限会社 ヤノメガネを設立[4]

## 店舗
- 大分県
  - 大分市 - 10店舗・外商部[3]
  - 別府市、日田市、佐伯市 - 各2店舗[3]
  - 中津市、豊後高田市、国東市、杵築市、宇佐市、竹田市、豊後大野市、津久見市、臼杵市、速見郡日出町、玖珠郡玖珠町 - 各1店舗[3]
- 宮崎県
  - 延岡市 - 2店舗[3]

## CM出演者
- 立川清登 - 大分県大分市出身
- 中畑清

## イベント
かつて毎年、広島東洋カープとの協力を得て、別大興産スタジアム（新大分球場）で、大分県内の少年野球・スポーツ少年団を招待して、カープの元選手や普及指導部のスタッフらが指導を行う「ヤノメガネ少年野球教室」を2022年（令和4年）8月まで開催していた。ただし、2020年（令和2年）と2021年（令和3年）は世界的な新型コロナウイルス感染症の流行により中止した。